# نیروی دریایی یمن
نیروی دریایی یمن نیروی دریایی زیرمجموعه نیروهای مسلح یمن است، که در سال ۱۹۹۰ تأسیس شد.